# Stefan Dul
Stefan Dul, ps. „Olszyna” (ur. 6 grudnia 1891 w Grębowie, zm. 21 września 1980 w Krakowie) – podpułkownik piechoty Armii Krajowej, kawaler Orderu Virtuti Militari.

## Życiorys

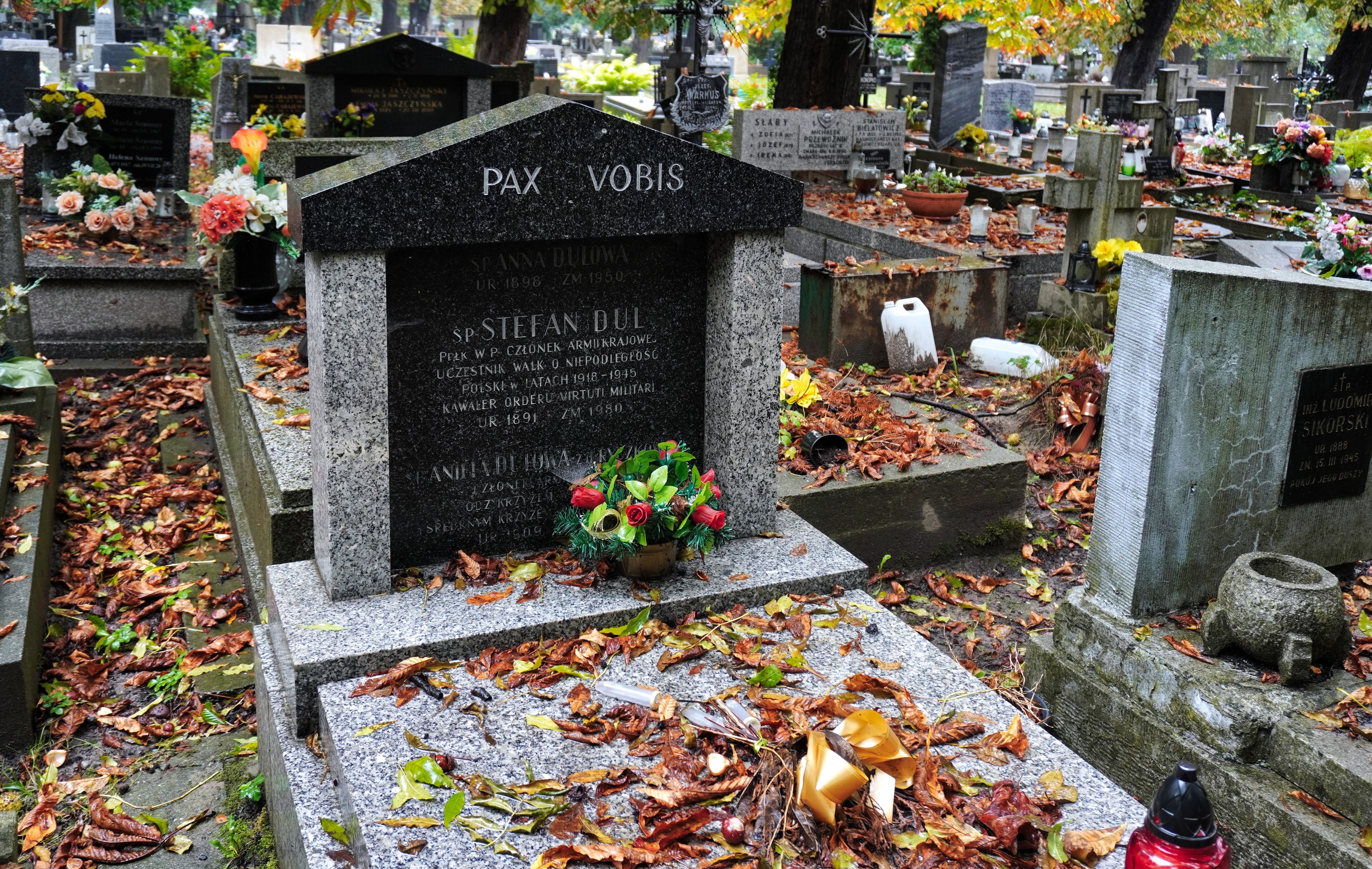
Grób ppłk. Stefana Dula na Cmentarzu Rakowickim w Krakowie

Urodził się w rodzinie Józefa, rolnika, i Wiktorii z Gortychów . W czerwcu 1914 razem z Adamem Dzianottem, Karolem Miką i Bronisławem Pierackim złożył maturę w c. k. Gimnazjum I Wyższym w Nowym Sączu. 1 sierpnia tego roku został wcielony do c. i k. pułku piechoty nr 40 w Rzeszowie . 23 września 1915 pod Kiwercami dostał się do niewoli rosyjskiej . Na stopień podporucznika został mianowany ze starszeństwem z 1 stycznia 1916 w korpusie oficerów rezerwy piechoty. 17 listopada 1918 wrócił z niewoli i już 29 listopada wstąpił do pułku Ziemi Sandomierskiej . 31 grudnia 1918 został przeniesiony do pułku Ziemi Warszawskiej na stanowisko dowódcy 3. kompanii .
Do Wojska Polskiego został przyjęty z byłej c. i k. armii, z zatwierdzeniem posiadanego stopnia podporucznika. Od 27 marca 1919 był instruktorem w 10 pułku piechoty w Sosnowcu .
Pełnił służbę w 78 pułku piechoty w Baranowiczach na stanowisku komendanta obwodowego Przysposobienia Wojskowego. 27 stycznia 1930 został mianowany majorem ze starszeństwem z dniem 1 stycznia 1930 i 83. lokatą w korpusie oficerów piechoty. W marcu 1931 został przeniesiony do 56 pułku piechoty wielkopolskiej w Krotoszynie na stanowisko dowódcy III batalionu. W maju 1933 został przeniesiony do 20 pułku piechoty w Krakowie na stanowisko dowódcy batalionu. Z dniem 1 maja 1934 został przydzielony do dyspozycji Ministerstwa Skarbu na okres sześciu miesięcy. Z dniem 31 października 1934 został przeniesiony do rezerwy z równoczesnym przeniesieniem w rezerwie do Oficerskiej Kadry Okręgowej Nr V.
Od 1941 był zastępcą szefa Związku Odwetu w Okręgu Krakowskim Związku Walki Zbrojnej. Od maja 1942 do stycznia 1943 był szefem Związku Odwetu, a później Kierownictwa Dywersji Okręgu Krakowskiego Armii Krajowej. Został awansowany na stopień podpułkownika .
Zmarł 21 września 1980 w Krakowie. Spoczywa, razem z żoną Anną Salomeą z d. Majzels (1898–1950), na cmentarzu Rakowickim (kwatera XVIII-5-41).

## Ordery i odznaczenia
- Krzyż Srebrny Orderu Wojskowego Virtuti Militari nr 12113[1]
- Srebrny Krzyż Zasługi (dwukrotnie: 3 sierpnia 1928[13][14], 10 listopada 1928[15])
- Srebrny Medal Waleczności 2 klasy (Austro-Węgry)[16]